# Callimedusa atelopoides
Espèce
Synonymes
- Phyllomedusa atelopoides Duellman, Cadle & Cannatella, 1988

Statut de conservation UICN

 LC  : Préoccupation mineure
Callimedusa atelopoides est une espèce d'amphibiens de la famille des Phyllomedusidae.

## Répartition
Cette espèce se rencontre jusqu'à 200 m d'altitude dans le bassin amazonien, :
- au Pérou dans les bassins des rivières Madre de Dios, Tambopata et Manú dans la région de Madre de Dios et des rivières Sucusari et Napo dans la région de Loreto ;
- au Brésil en Acre et à Coari en Amazonas.

Sa présence est incertaine en Bolivie, en Colombie et en Équateur

## Description
Le mâle mesure 37,4 mm et la femelle 44,6 mm.

## Publication originale
- Duellman, Cadle & Cannatella, 1988 : A New Species of Terrestrial Phyllomedusa (Anura: Hylidae) from Southern Peru. Herpetologica, vol. 44, no 1, p. 91-95.